# Wasserfuhr (Wipperfürth)
Wasserfuhr ist eine Ortschaft von Wipperfürth im Oberbergischen Kreis im Regierungsbezirk Köln in Nordrhein-Westfalen (Deutschland).

## Lage und Beschreibung
Die Ortschaft liegt im Nordosten von Wipperfürth im Tal der Hönnige an der Landesstraße L284. Nachbarorte sind Biesenbach, Schleise, die bei Kupferberg gelegene Ortschaft Hammer, Dörpinghausen und Dievesherweg.
Am nördlichen Ortsrand wird die Hönnige zum Mühlenteich Wasserfuhr aufgestaut. Von hier aus wird durch einen unterirdischen und zum Bever-Block gehörenden Stollen Wasser in die Schevelinger Talsperre geleitet. Die Schleise (Hönnige) und der Dörpinghausener Bach münden südwestlich der Ortschaft in die Hönnige.
Politisch wird der Ort durch den Direktkandidaten des Wahlbezirks 12.1 (121) Kupferberg im Rat der Stadt Wipperfürth vertreten.

## Geschichte
1443 wird Wasserfuhr in „Einkünfte und Rechte des Kölner Apostelstiftes“ erstmals mit der Ortsbezeichnung „Waterfort“ genannt. Die Karte Topographia Ducatus Montani aus dem Jahre 1715 zeigt einen Hof und eine Mühle und bezeichnet diesen Hof mit „Wasserfuhr“. Die Topographische Aufnahme der Rheinlande von 1825 zeigt „Waterfuhr“ mit umgrenztem Hofraum und sechs einzelnen Gebäudegrundrissen. Bis zum Jahre 1913 zeigen die topografischen Karten in Wasserfuhr ein Mühlensymbol. Erhalten ist bis heute der Mühlenteich mit dazugehörigem Oberwehr und dem Obergraben.
Von 1910 bis 1960 führte die Bahnstrecke Anschlag–Wipperfürth durch die Ortschaft. Diese Bahnlinie zweigte im Bahnhof Wipperfürth von der Wippertalbahn ab und schloss bei Anschlag an die Wuppertalbahn an. Der nach der Ortschaft benannte Bahnhof lag 900 Meter südwestlich entfernt, in Höhe der Ortschaft Biesenbach. Auf dem ehemaligen Bahngelände siedelte sich ein Industriebetrieb an.

## Busverbindungen
Über die im Ort gelegene Bushaltestelle der Linie 338 (VRS/OVAG) ist eine Anbindung an den öffentlichen Personennahverkehr gegeben.

## Wanderwege
Die vom SGV ausgeschilderten Wanderwege A1, A2, A3, X3: Talsperrenweg und der Wipperfürther Rundweg führen durch den Ort. Ein Zugangsweg mit dem Wanderzeichen „Weißes Quadrat mit schwarzem Rahmen“ führt vom Wipperfürther Busbahnhof bis nach Wasserfuhr.

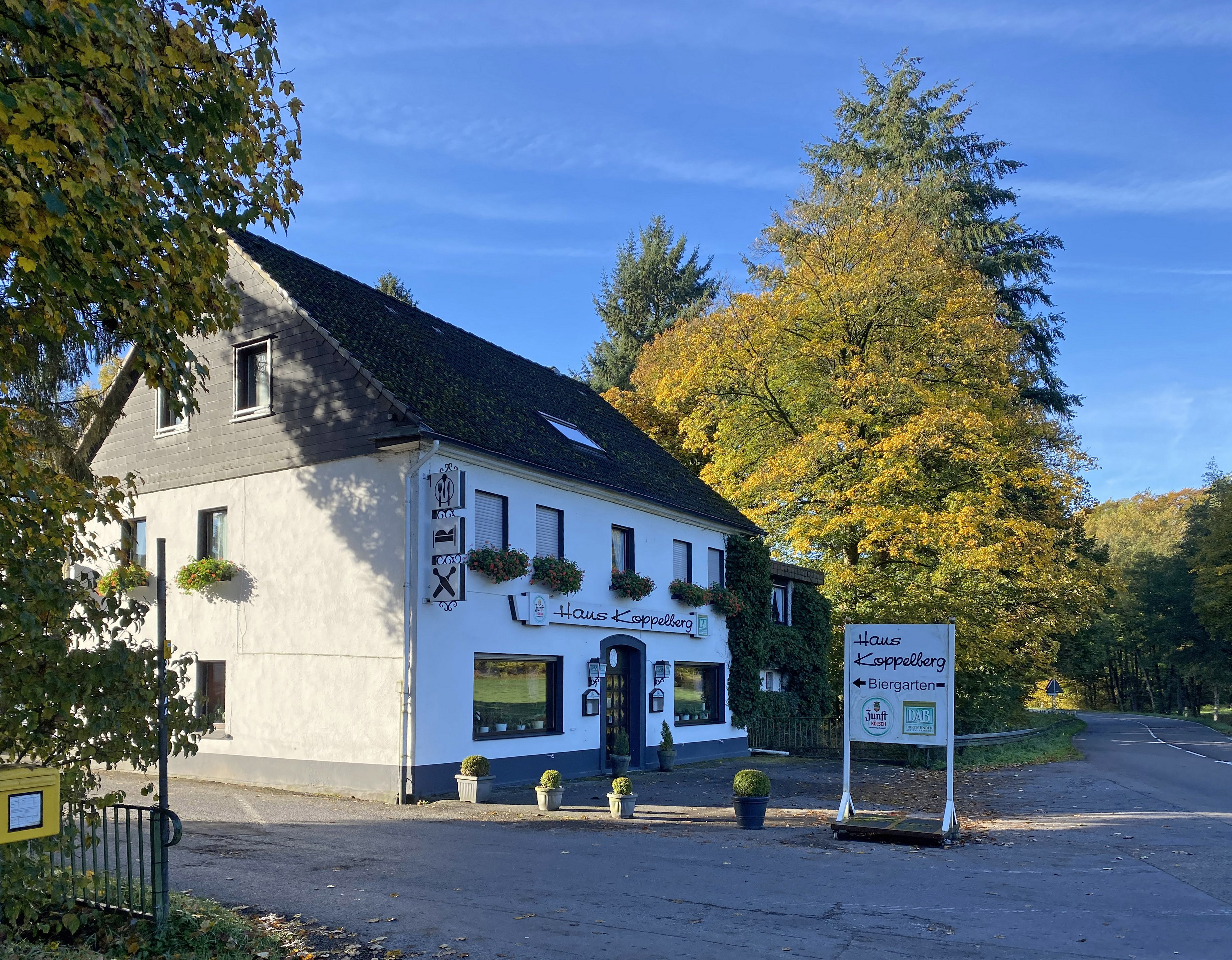
Hotel/Restaurant Haus Koppelberg
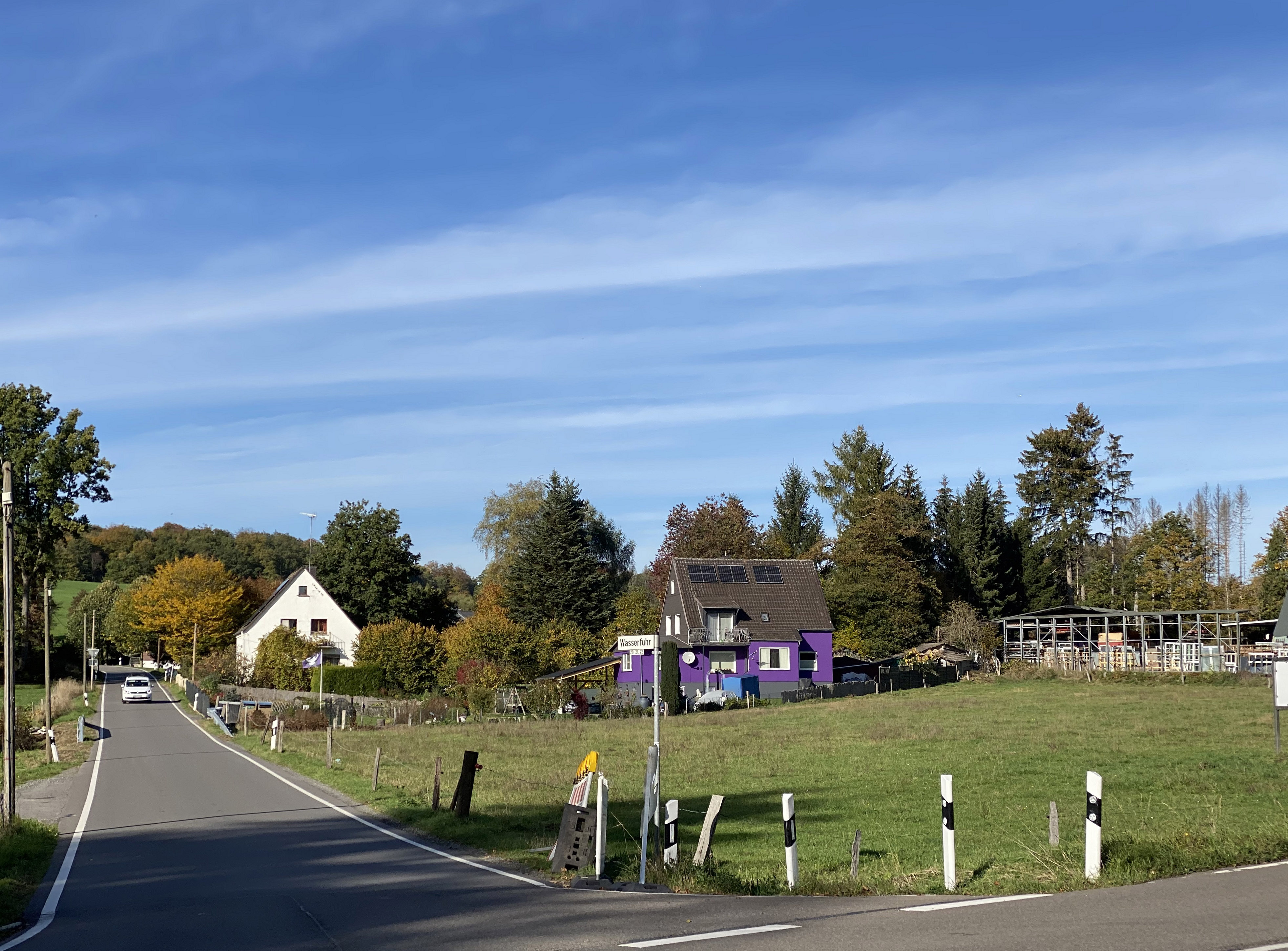
Abzweigung in Wasserfuhr nach Kreuzberg
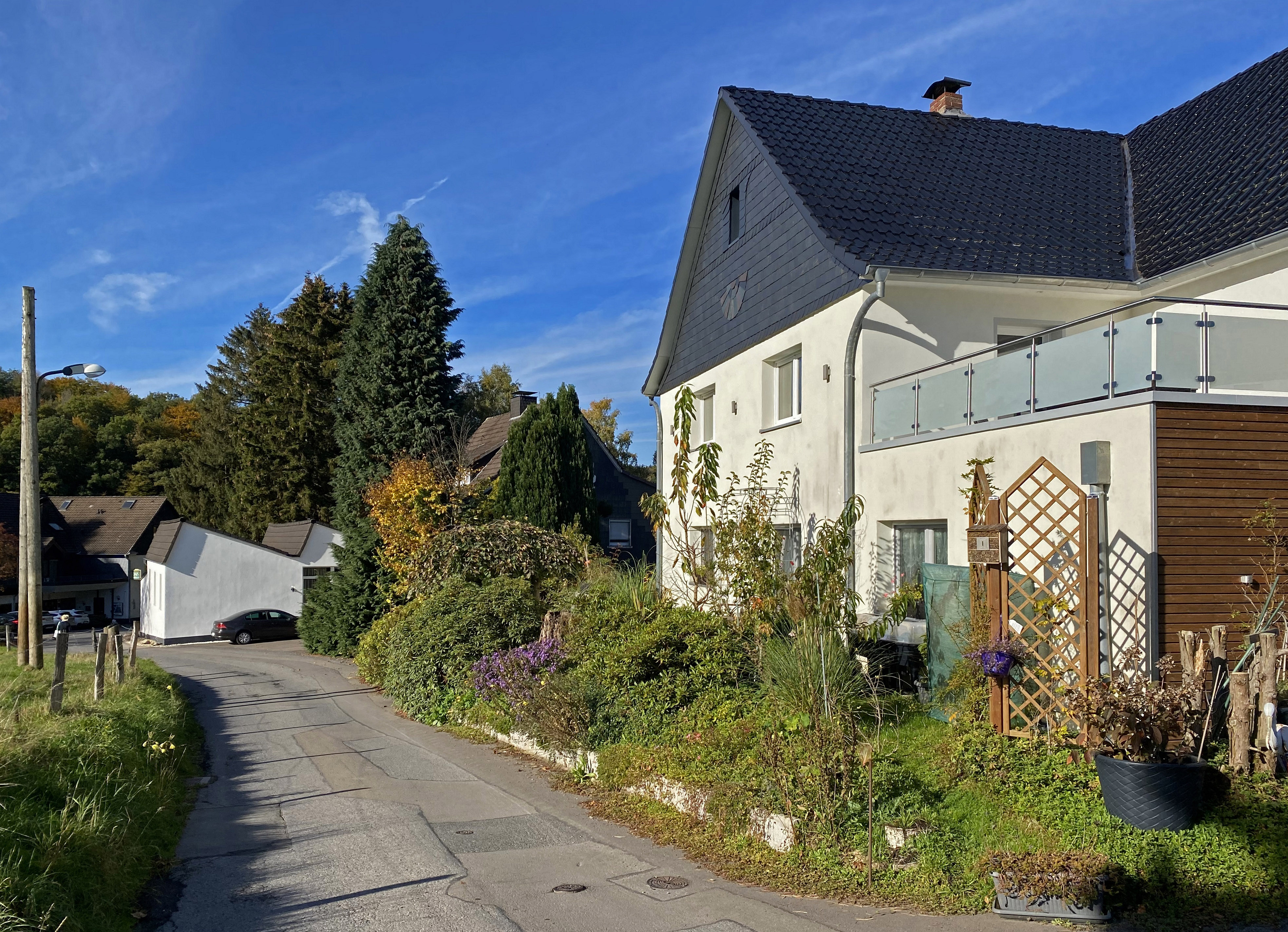
Dorfstraße in Wasserfuhr
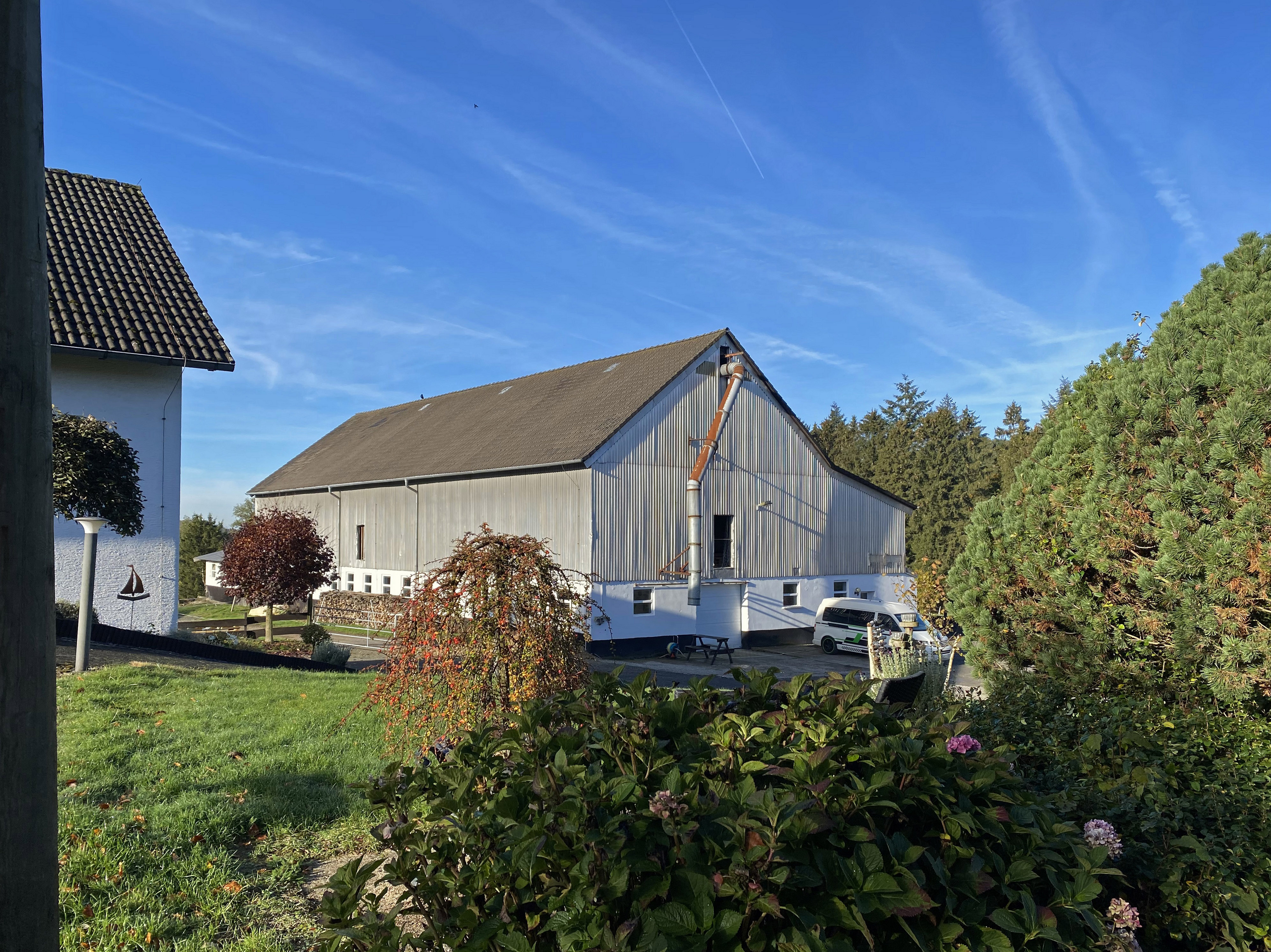
Landwirtschaft